# Marek Masnyk
Marek Kazimierz Masnyk (ur. 1956 w Namysłowie) – polski historyk, specjalizujący się w historii Śląska i historii najnowszej, nauczyciel akademicki Uniwersytetu Opolskiego, profesor nauk humanistycznych, rektor Uniwersytetu Opolskiego w kadencjach 2016–2020 oraz 2020–2024.

## Życiorys
Urodził się w rodzinie leśników. Dzieciństwo spędził w Starościnie, a w 1965 przeprowadził się z rodzicami do Dąbrowy, gdzie jego ojciec został głównym księgowym w nadleśnictwie. Tam ukończył szkołę podstawową, po czym podjął naukę w Technikum Chemicznym w Sławięcicach w klasie o profilu technologia przerobu ropy naftowej. Po zdaniu matury podjął studia historyczne w opolskiej Wyższej Szkole Pedagogicznej.
Uzyskał tytuł najlepszego studenta w konkursie „Primus Inter Pares” w 1979, działał w kołach naukowych i w piśmie „Spójnik”. W 1979 uzyskał tytuł zawodowy magistra na seminarium profesora Ignacego Pawłowskiego. Potem podjął pracę na Wydziale Filologiczno-Historycznym WSP. W tym czasie odbywał staże naukowe głównie w Warszawie. W 1986 uzyskał stopień doktora nauk humanistycznych w zakresie historii. W 1995 otrzymał stopień naukowy doktora habilitowanego nauk humanistycznych w zakresie historii o specjalności historia najnowsza na podstawie pracy zatytułowanej Dzielnica I Związku Polaków w Niemczech (1923–1939). W 1996 został profesorem nadzwyczajnym na swojej macierzystej uczelni. 12 czerwca 2012 prezydent Bronisław Komorowski nadał mu tytuł profesora nauk humanistycznych. Wkrótce potem objął stanowisko profesora zwyczajnego UO.
Na macierzystej uczelni w latach 1996–1999 był prodziekanem, w następnie od 1999 do 2005 dziekanem Wydziału Historyczno-Pedagogicznego. W 1996 został kierownikiem Katedry Historii Śląska w Instytucie Historii. W kadencji 2005–2008 był prorektorem ds. kształcenia i studentów. Od 2008 do 2012 ponownie zajmował stanowisko dziekana Wydziału Historyczno-Pedagogicznego. W 2012 został ponownie prorektorem ds. kształcenia i studentów. 7 marca 2016 wybrano go na rektora Uniwersytetu Opolskiego na czteroletnią kadencję (od 1 września 2016). 7 maja 2020 uzyskał reelekcję na drugą kadencję.
W 2016 został wybrany w skład Komitetu Nauk Historycznych Polskiej Akademii Nauk. Przez pewien czas wykładał także w Instytucie Studiów Społecznych Państwowej Wyższej Szkole Zawodowej w Raciborzu.
Jego zainteresowania naukowe dotyczą polsko-niemieckiego pogranicza etniczno-językowego, problematyki Śląska w polskiej myśli politycznej, a także historii społecznej i politycznej Śląska w XIX i XX wieku. Zajął się badaniami nad miejscem Śląska, historycznie ukształtowanego makroregionu na styku kilku narodów i państwowości, zróżnicowanego kulturowo i etnicznie, w myśli i działalności lokalnych działaczy narodowych. Zajął się również zagadnieniem Śląska w polskiej opinii publicznej oraz zagadnieniem polskiej myśli politycznej dotyczącej Śląska.
W 2018 został wybrany na radnego Opola z listy komitetu Arkadiusza Wiśniewskiego; zrezygnował z mandatu w 2021.

## Odznaczenia i wyróżnienia
W 2002 został odznaczony Srebrnym Krzyżem Zasługi. W 2016 otrzymał Nagrodę im. Karola Miarki.

## Wybrane publikacje
Jest autorem i współautorem ponad 100 publikacji naukowych, w tym kilku monografii, a także redaktorem około dziesięciu książek. Do jego publikacji należą:
- Ruch polski na Śląsku Opolskim w latach 1922–1939, Instytut Śląski, Opole 1989,
- Edmund Jan Osmańczyk 1913–1989, WSP, Opole 1993,
- Dzielnica I Związku Polaków w Niemczech (1923–1939), WSP, Opole 1994,
- Powstania śląskie i plebiscyt z perspektywy osiemdziesięciolecia (red.), UO, Opole 2003,
- Konsulaty na pograniczu polsko-niemieckim i polsko-czechosłowackim w latach 1918–1939 (współredaktor), UŚ, Katowice 2004,
- Sprawy polskie w wyborach parlamentarnych na terenie rejencji opolskiej w świetle raportów polskiej służby dyplomatycznej i konsularnej (1924–1933), UO, Opole 2004,
- Granica polsko-niemiecka na Górnym Śląsku w polityce mocarstw Zachodnioeuropejskich w 1921 roku, UO, Opole 2005,
- Z teki pośmiertnej Kazimierza Malczewskiego, Wydawnictwo Państwowej Wyższej Szkoły Zawodowej, Racibórz 2006.